# هونجین

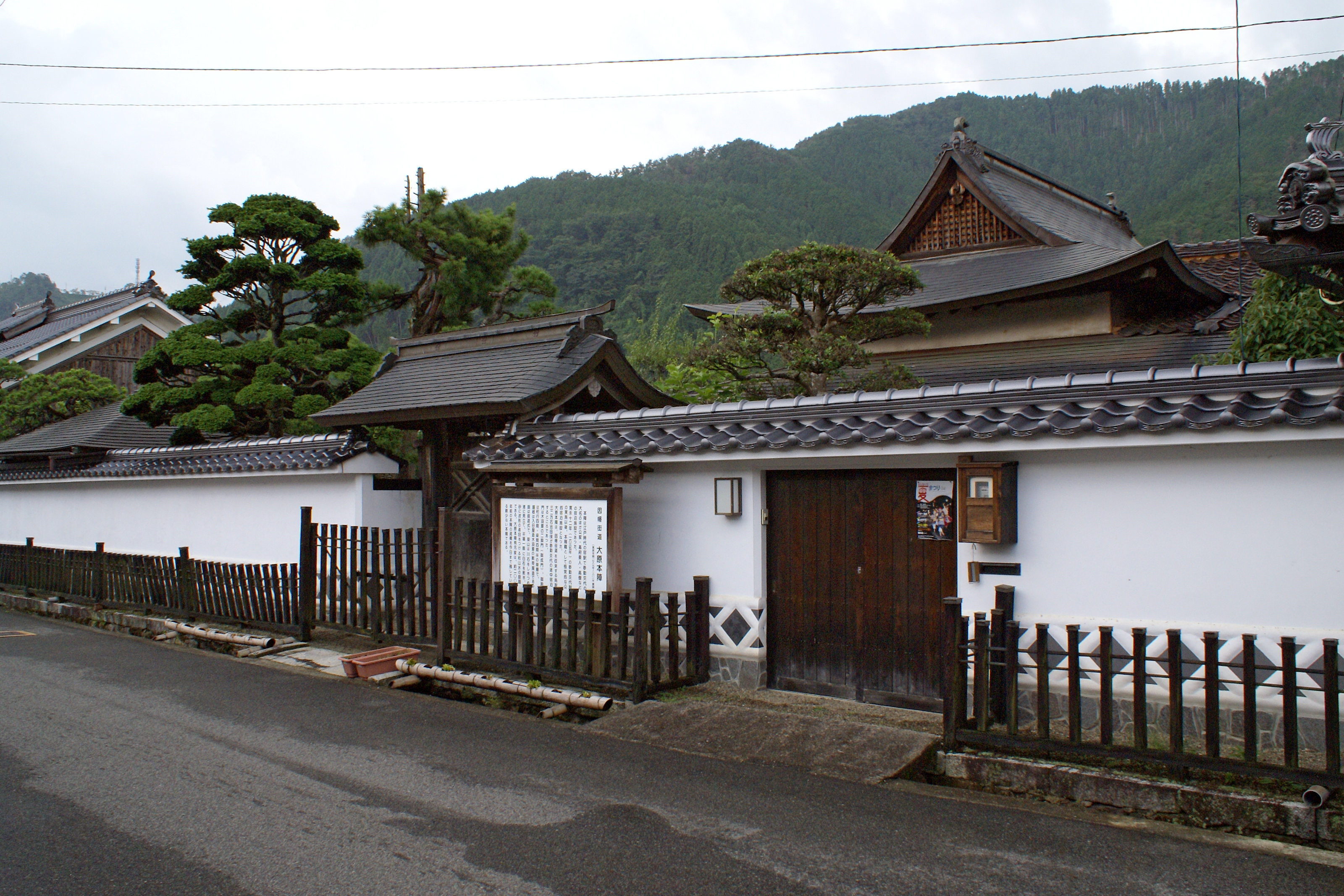
یک هونجین

هونجین (به ژاپنی: 本陣 Honjin) به معنای مهمانخانه اصلی، کلمه ژاپنی برای مسافرخانه برای مقامات دولتی است که عموماً در ایستگاه‌های پست ( شوکوبا) در اواخر  دوره ادو قرار دارد.